# Brattforsheden
Brattforsheden är en hed en mil öster om Molkom i Värmland. Heden är ett naturvårdsområde; delar av den är också naturreservat benämnda: Brattfors brandfält, Geijersdalsmossen, Kittelfältet och Lungälvsravinerna samt från 2003 kulturreservat. Området har en yta på 11 400 ha.
Brattforsheden består av flera delvis sammanvuxna randdeltan kring sjön Alstern. Deltaplanet är beläget mellan 178 och 184 meter över havet.
En 25 km lång vandringsled går genom fyra särskilt intressanta områden, skyddade som naturreservat: Lungälvsravinerna, Brattfors brandfält, Geijersdalsmossen och Kittelfältet.
Under andra världskriget byggdes 40 stycken krigsflygfält bland annat Fält 16 på Brattforsheden. I direkt anslutning till fältytan iordningställdes fyra stycken motståndsnästen med nr 1-4. Inom motståndsnäste 1 finns iordningställda förläggningsbaracker, orderbarack, förrådsbarack samt ett B-ladvärn. 

## Galleri

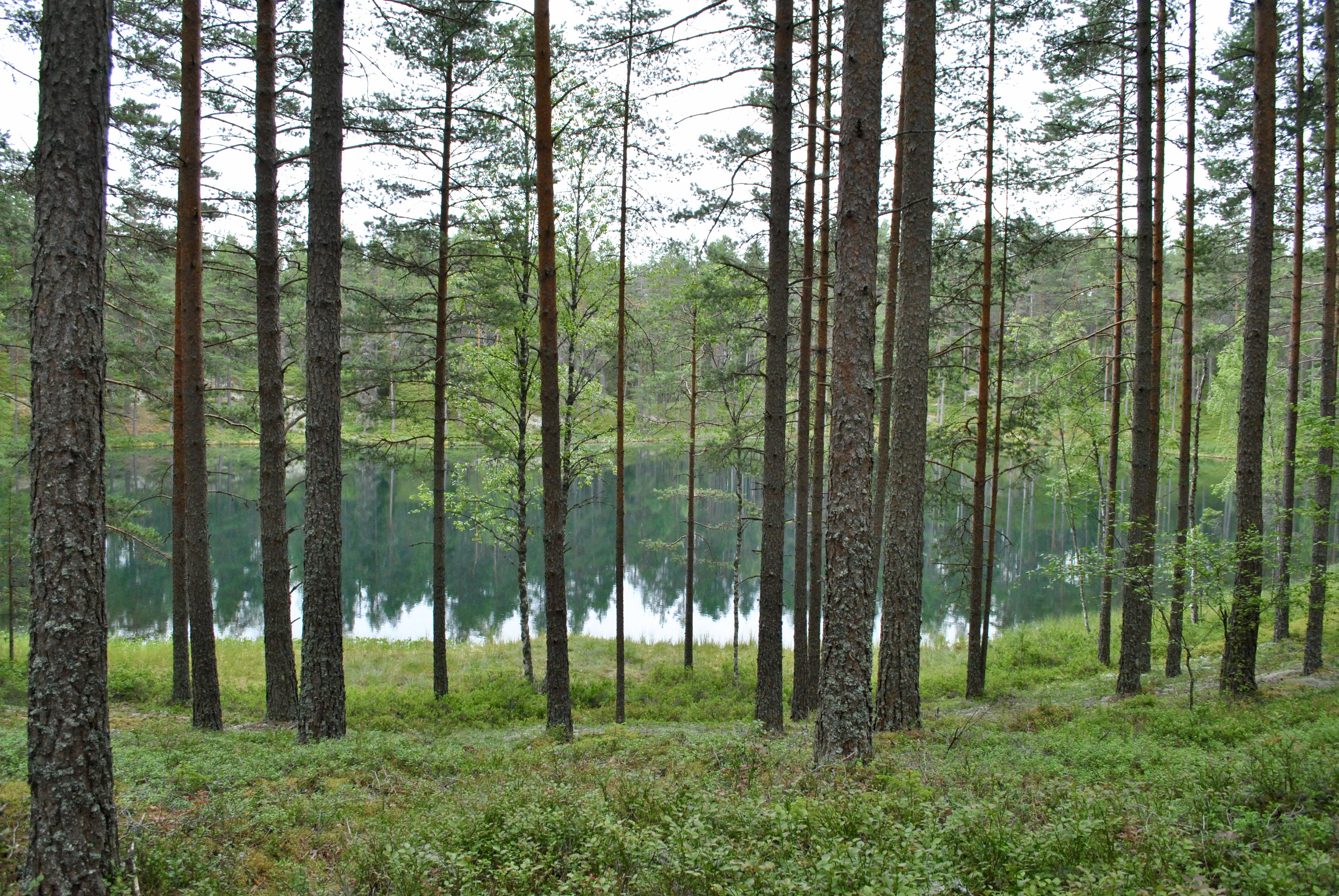
Den vattenfyllda dödisgropen Sundstjärn
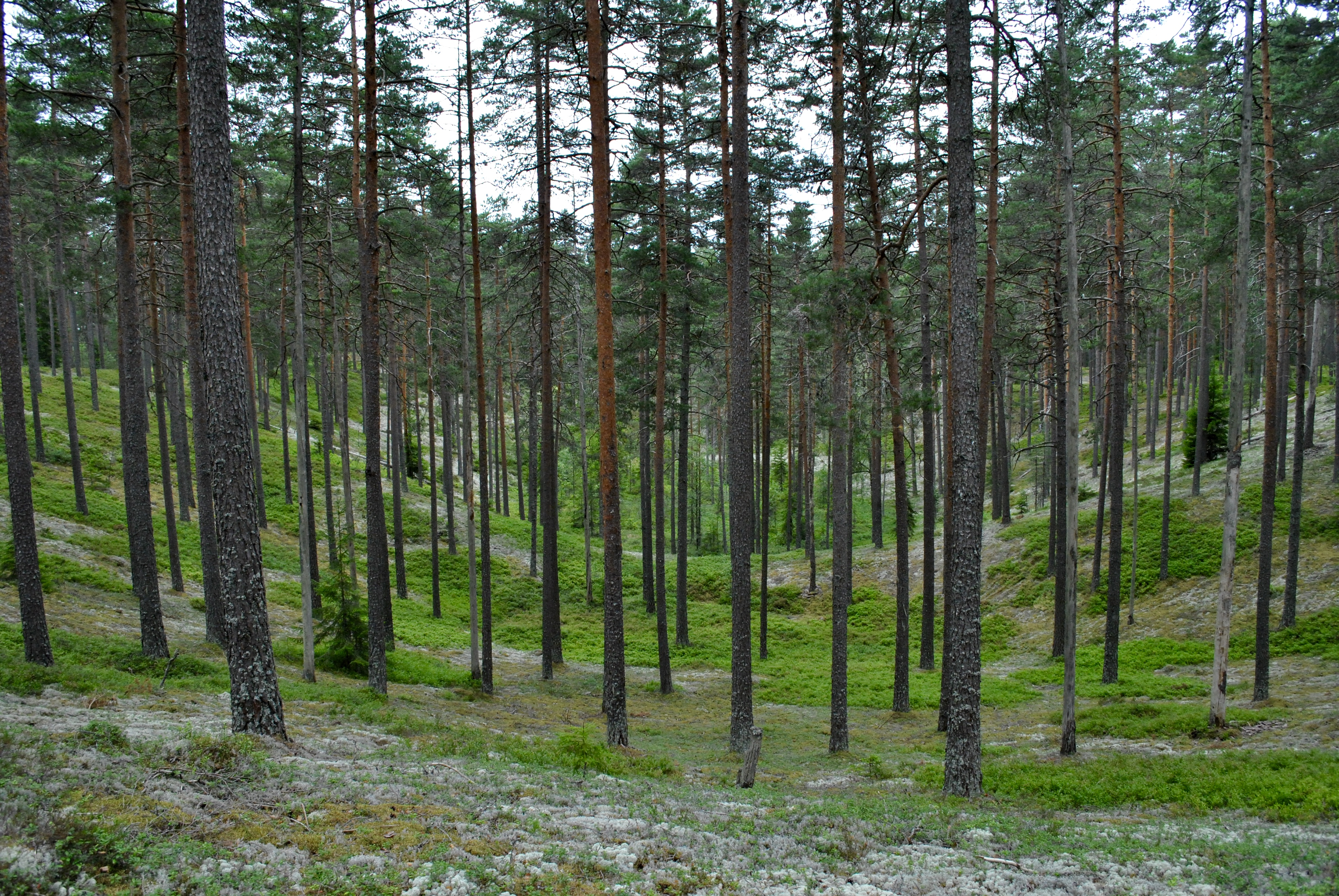
En torr dödisgrop, Kittelfältet,
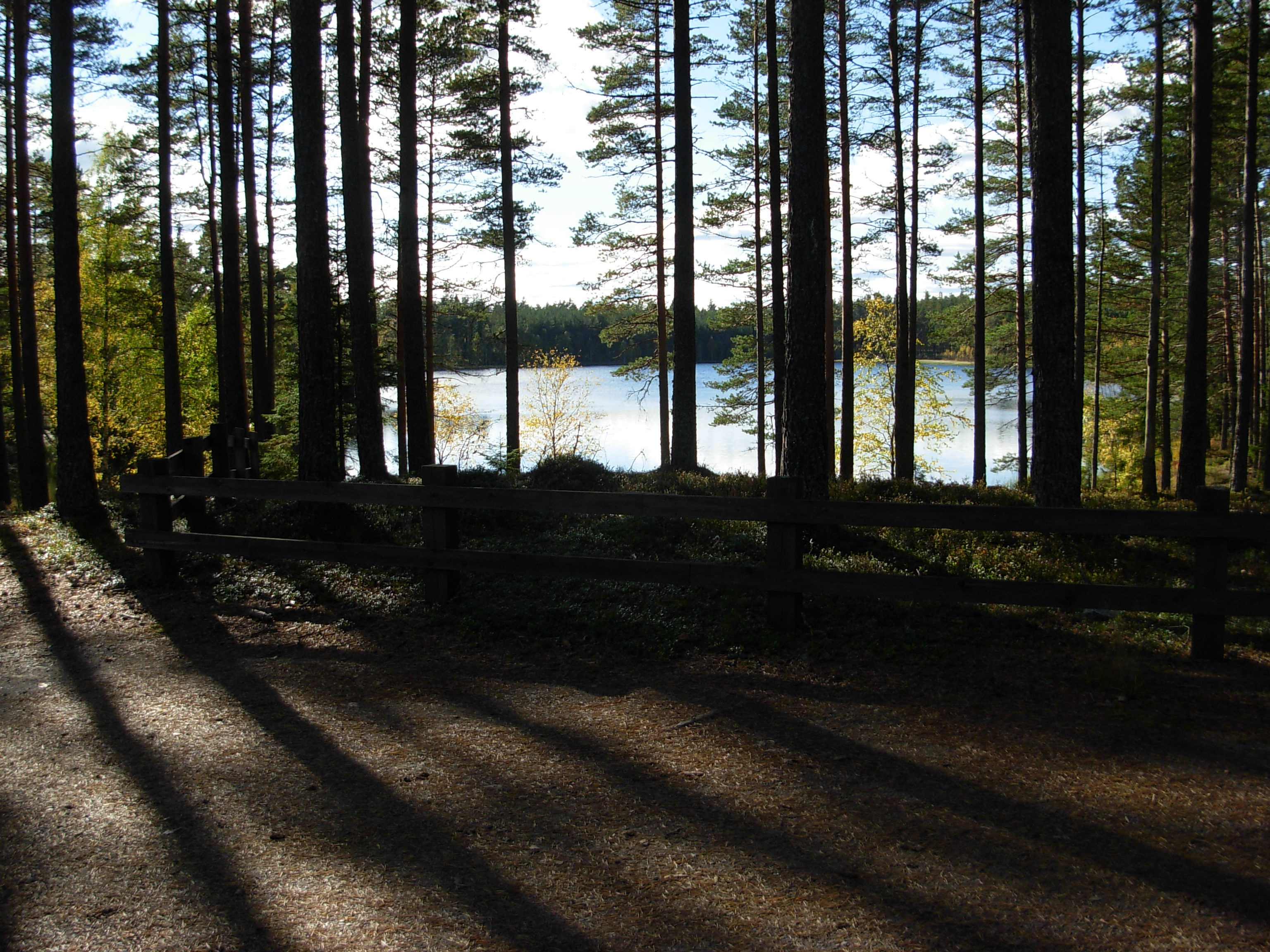
Stora tjärnen, Brattforsheden
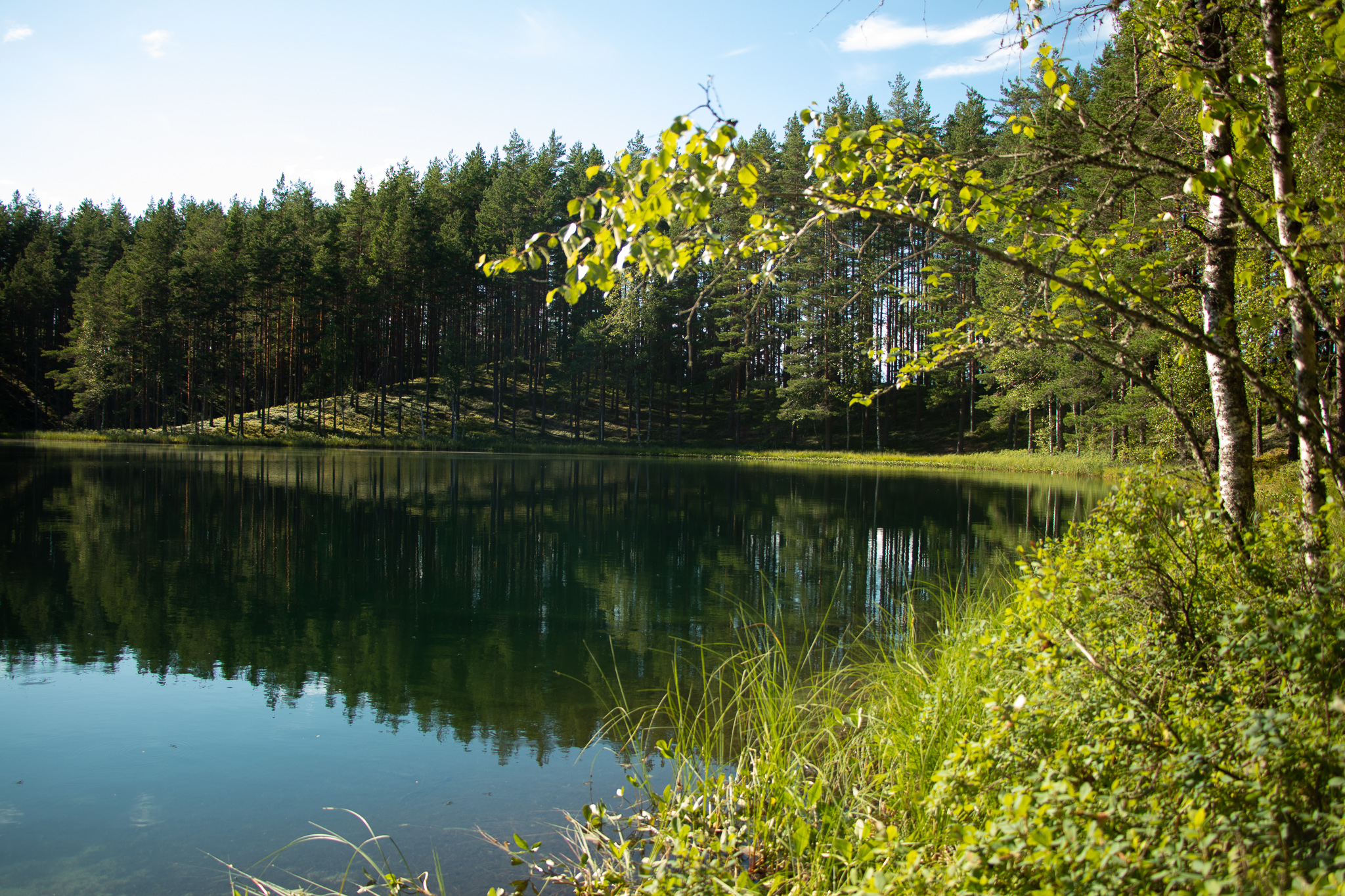
Sundstjärns klara vatten. 2022.